# Nicolas Frantz
Nicolas Frantz (Mamer, 4 novembre 1899 – Lussemburgo, 8 novembre 1985) è stato un ciclista su strada lussemburghese.
Professionista dal 1922 al 1934, vinse due volte il Tour de France e dodici titoli nazionali.

## Carriera
La corsa che lo rese famoso fu il Tour de France del quale ha vinto due edizioni, quella del 1927 e quella del 1928. Partecipò in totale a sei edizioni del Tour e, oltre alle due vittorie, arrivò secondo nelle edizioni del 1924 e del 1926, quarto in quella del 1925 e quinto in quella del 1929. In totale vinse venti tappe.
Nella edizione del 1928 indossò la maglia gialla per tutta la corsa, cosa riuscita fino ad allora solo a Ottavio Bottecchia. Nel corso della diciannovesima tappa, a 100 km dall'arrivo, gli si ruppe il telaio della bicicletta, ma riuscì comunque a concludere la tappa utilizzando una bicicletta da donna.
Tra le sue vittorie anche i dodici consecutivi Campionati del Lussemburgo e un secondo ed un terzo posto ai Campionati del mondo.
Dopo il suo ritiro divenne direttore sportivo ed ebbe ai suoi ordini Charly Gaul.

## Palmarès

### Strada
- 1922

1ª tappa Giro del Belgio Indipendenti
2ª tappa Giro del Belgio Indipendenti
Classifica generale Giro del Belgio Indipendenti
Grand Prix Francois Faber
Bruxelles-Verviers
- 1923

Campionati lussemburghesi, Prova in linea
1ª tappa Madrid-Santander
Classifica generale Madrid-Santander
Grand Prix Francois Faber
Parigi-Calais
Parigi-Reims
1ª tappa Criterium des Aiglons
- 1924

Campionati lussemburghesi, Prova in linea
11ª tappa Tour de France
12ª tappa Tour de France
4ª tappa Giro del Belgio
- 1925

Campionati lussemburghesi, Prova in linea
4ª tappa Tour de France
5ª tappa Tour de France
9ª tappa Tour de France
15ª tappa Tour de France
Grand Prix des Ardennes
- 1926

Campionati lussemburghesi, Prova in linea
7ª tappa Tour de France
9ª tappa Tour de France
12ª tappa Tour de France
13ª tappa Tour de France
1ª tappa Vuelta al País Vasco
4ª tappa Vuelta al País Vasco
Classifica generale Vuelta al País Vasco
- 1927

Campionati lussemburghesi, Prova in linea
11ª tappa Tour de France
15ª tappa Tour de France
21ª tappa Tour de France
Classifica generale Tour de France
Parigi-Bruxelles
Parigi-Longwy
- 1928

Campionati lussemburghesi, Prova in linea
1ª tappa Tour de France
6ª tappa Tour de France
12ª tappa Tour de France
18ª tappa Tour de France
22ª tappa Tour de France
Classifica generale Tour de France
4ª tappa Vuelta al País Vasco
Parigi-Rennes
- 1929

Campionati lussemburghesi, Prova in linea
7ª tappa Tour de France
22ª tappa Tour de France
4ª tappa Vuelta al País Vasco
Parigi-Tours
- 1930

Campionati lussemburghesi, Prova in linea
Grand Prix Francois Faber
2ª tappa Circuit du Midi
- 1931

Campionati lussemburghesi, Prova in linea
2ª tappa Giro di Germania
5ª tappa Giro di Germania
- 1932

Campionati lussemburghesi, Prova in linea
Parigi-Nancy
- 1933

Campionati lussemburghesi, Prova in linea
- 1934

Campionati lussemburghesi, Prova in linea

### Cross
- 1923

Campionati lussemburghesi
- 1924

Campionati lussemburghesi

## Piazzamenti

### Grandi Giri
- Tour de France

1924: 2º
1925: 4º
1926: 2º
1927: vincitore
1928: vincitore
1929: 5º
1932: 45º

### Classiche monumento
- Milano-Sanremo

1924: 7º
- Giro delle Fiandre

1923: 9º
1924: 6º
1926: 9º
- Parigi-Roubaix

1924: 4º
1930: 5º

### Competizioni mondiali
- Campionati del mondo

Zurigo 1929 - In linea: 2º
Liegi 1930 - In linea: ritirato
Roma 1932 - In linea: 3º
Montlhéry 1933 - In linea: ritirato